# Casa Calicó (articles de pesca)
La casa Calicó és una botiga situada a la plaça de les Olles i carrer Rere Palau de Barcelona, catalogada com a establiment d'interès (categoria E2).

## Història
Cap al 1850, Josep Borrull i Gibert va fundar una botiga tèxtil al carrer de l'Argenteria, 68. Uns anys després, va constituir amb el seu cunyat Pere Alier i Vidal la societat Alier, Borrull i Cia, dedicada a la fabricació de trenyelles de lli i cànem per a xarxes. La fàbrica es va instal·lar a Sant Gervasi de Cassoles, i el despatx i magatzem a la placeta de Montcada, 5 de Barcelona.
L'empresa va guanyar una medalla de primera classe a l'Exposició Catalana del 1871 i es va dissoldre l'any següent. Aleshores, Borrull es va quedar amb el despatx i la fàbrica. A la seva mort el 24 de desembre del 1885, va continuar el negoci la seva vídua Rosa Alier i Vidal, que el 1899 va introduir els seus fills al negoci, que ara es diria Viuda i Fills de Josep Borrull.
Al començament del segle xx, van obrir una botiga a l’engròs i al detall a la plaça de les Olles i al carrer Rere Palau de Barcelona. El 1931, Joan Calicó i Maleras (fill de Joan Calicó i Bas i Josepa Maleras i Grau) va adquirir l'establiment, especialitzat en articles de pesca. A la seva mort el 1972, el negoci passà a mans del seu fill Enric. El 2017, i en no poder fer front a l'augment del lloguer, la botiga es va haver de traslladar al Poblenou.